# Disten
Distenul (sau cianitul) este un mineral silicat din grupa neosilicaților anhidri.

## Etimologie
Numele său este sau format din cuvântul grecesc „dis” (dublu) și cuvântul „sthenos” (rezistent) sau este derivat din grecescul „kyanos” (albastru).